# Lutonina
Lutonina je obec v okrese Zlín ve Zlínském kraji. Žije zde 424 obyvatel. Je rozdělená na tři části; samotnou vesnici, Kamenec a Výpustu.

## Historie
První kolonisté přišli na území dnešního Valašska ze sousední Moravy. Střet moravské a karpatské kultury se projevil na místní lidové architektuře. Hlavním zdrojem obživy se stalo salašnictví a chov dobytka. První písemná zmínka o obci pochází z roku 1261 a to ze zakládací listiny Vizovického kláštera, kterému byla darována. K Vizovickému panství patřila do roku 1848. Při povstání valašského lidu v letech 1620–1621 bylo devět obyvatel Lutoniny odsouzeno k trestu smrti. V roce 1889 zde byla postavena kovárna, která se nyní nachází ve Valašském muzeu v přírodě v Rožnově pod Radhoštěm.

## Obyvatelstvo
| Rok            | 1869 | 1880 | 1890 | 1900 | 1910 | 1921 | 1930 | 1950 | 1961 | 1970 | 1980 | 1991 | 2001 | 2011 | 2021 |
| -------------- | ---- | ---- | ---- | ---- | ---- | ---- | ---- | ---- | ---- | ---- | ---- | ---- | ---- | ---- | ---- |
| Počet obyvatel | 395  | 441  | 408  | 450  | 443  | 480  | 453  | 442  | 491  | 454  | 429  | 419  | 394  | 402  | 411  |
| Počet domů     | 89   | 91   | 94   | 95   | 85   | 89   | 92   | 107  | 106  | 115  | 102  | 117  | 121  | 126  | 135  |

## Obecní správa

### Obecní symboly
Znak a vlajka byly obci uděleny rozhodnutím předsedy Poslanecké sněmovny Parlamentu České republiky dne 27. března 2000.

## Rodáci
- Tomáš Zrník (1919–1943), válečný letec[8][9]

## Galerie

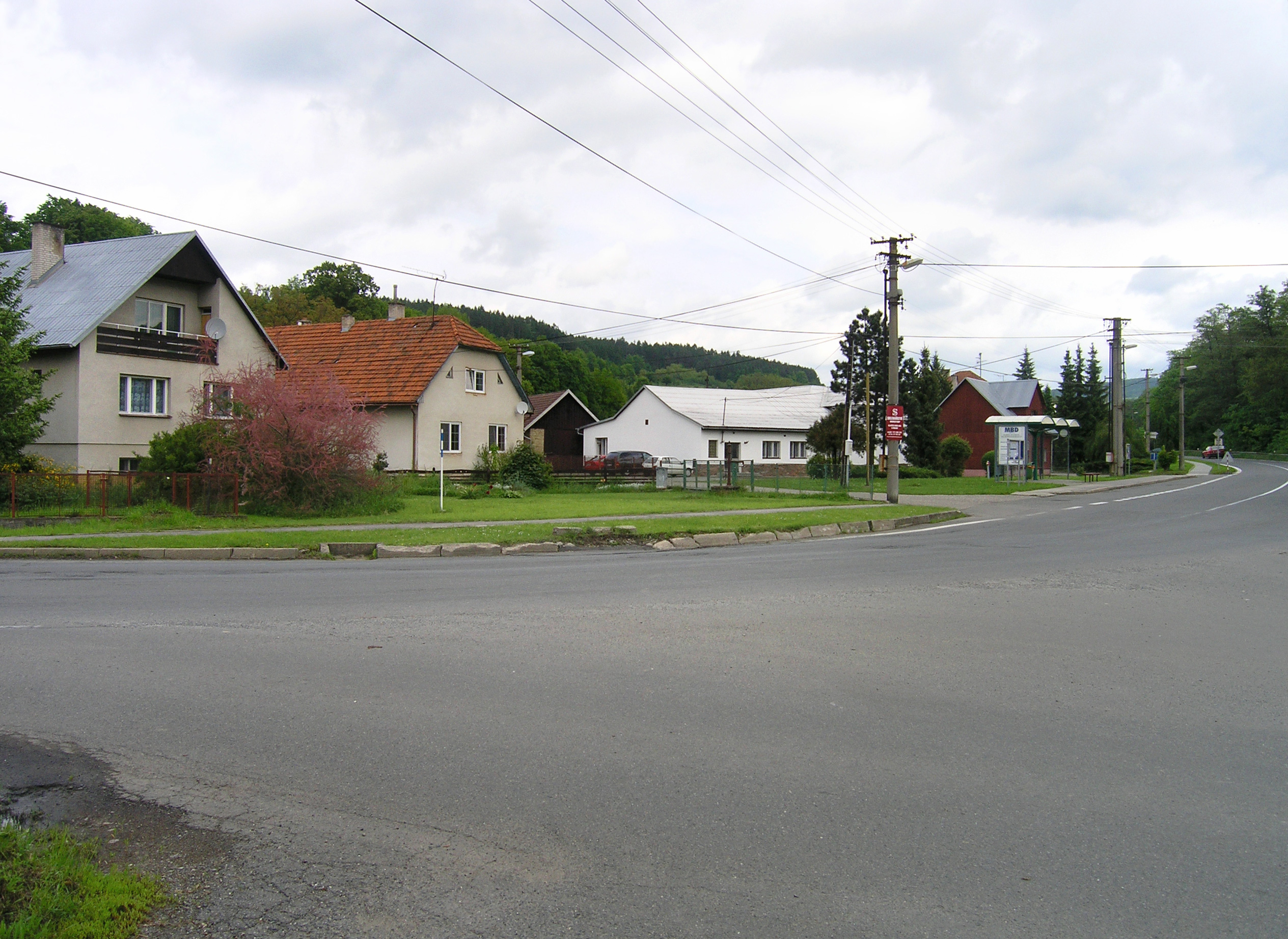
Náves
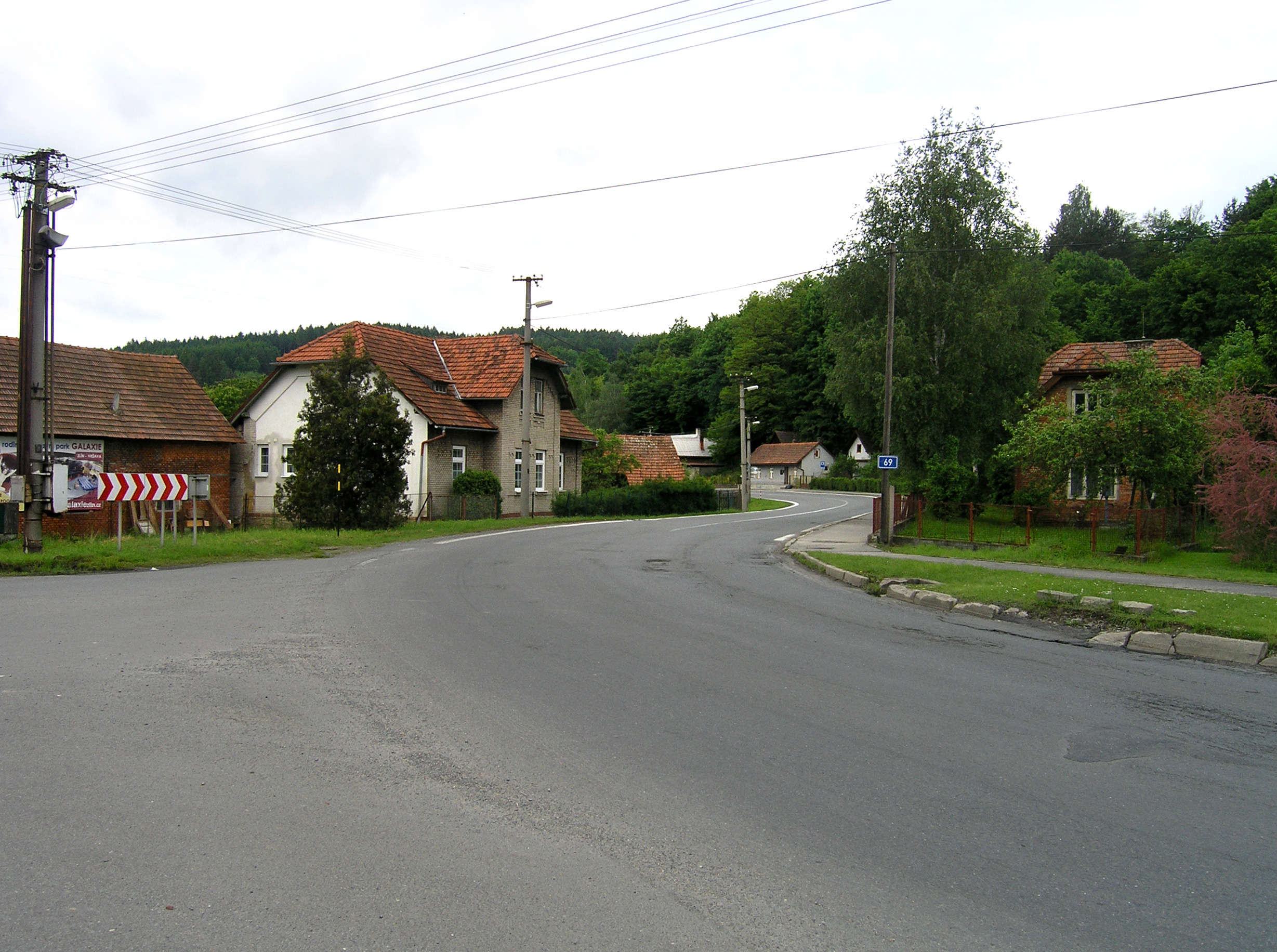
Silnice I/69 k Vizovicím